# Herbert Wiegand
Herbert Wiegand (ur. 23 maja 1949) – niemiecki biathlonista reprezentujący NRD. W 1969 roku wystąpił na MŚJ w Zakopanem, gdzie razem z kolegami z reprezentacji zdobył brązowy medal w sztafecie. Podczas mistrzostw świata w Lake Placid w 1973 roku, już jako senior, wspólnie z Dieterem Speerem, Manfredem Geyerem i Güntherem Bartnickiem ponownie zdobył brązowy medal w sztafecie. Na tych samych mistrzostwach zajął też osiemnaste miejsce w biegu indywidualnym. Nigdy nie wystąpił na igrzyskach olimpijskich. Nigdy też nie wystartował w zawodach Pucharu Świata.
Po zakończeniu czynnej kariery sportowej został trenerem.

## Osiągnięcia

### Mistrzostwa świata
| Rok  | Miejscowość | Konkurencje | Konkurencje | Konkurencje | Konkurencje | Konkurencje | Konkurencje | Konkurencje |
| Rok  | Miejscowość | IN          | SP          | PU          | MS          | RL          | MR          | SR          |
| ---- | ----------- | ----------- | ----------- | ----------- | ----------- | ----------- | ----------- | ----------- |
| 1973 | Lake Placid | 18.         | nd.         | nd.         | nd.         | 3.          | nd.         | –           |